# 约翰·克罗蒂
约翰·克罗蒂（英語：John Kevin Crotty，1969年7月15日—），为美国NBA联盟的前职业篮球运动员。